# Canal do Cojo
O Canal do Cojo é um canal que existe no centro da cidade de Aveiro, Portugal, entre o Canal Central e a EN 109, na zona da Forca.

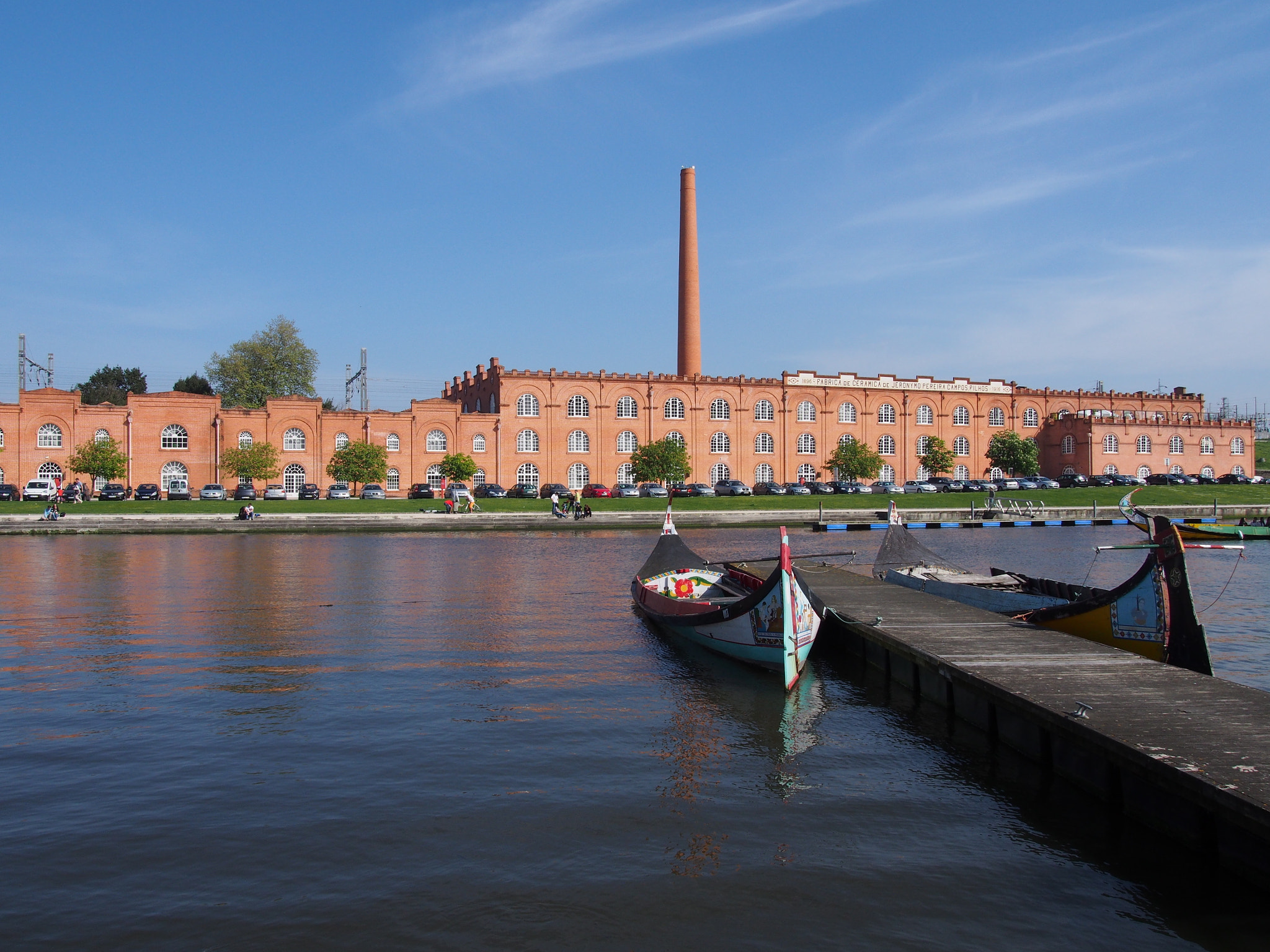
Cais da Fonte Nova, onde está localizada a antiga Fábrica Campos, atual Centro de Congressos de Aveiro.

Este canal divide-se em duas partes:
- O canal compreendido entre o Canal Central e o Cais da Fonte Nova, onde está situado o Centro de Congressos de Aveiro;
- O canal que se prolonga de forma subterrânea através da linha ferroviária, terminando no acesso à EN 109, na zona da Forca.

Desde o séc. XVIII até ao início do séc. XX, este canal foi muito utilizado pelas industrias de cerâmica, sal e pesca instaladas na zona do Cojo. Os produtos eram transportados por moliceiro, da Ria de Aveiro até ao Cais do Cojo, sendo depois transportados por carros de bois até à estação ferroviária, para exportação para todo o país.
Atualmente, serve exclusivamente o turismo da cidade, fazendo parte dos roteiros habituais dos passeios de moliceiro.